# 松本機場
松本機場（日语：／ Matsumoto kūkō */?）是一個位於日本長野縣松本市和鹽尻市的機場。設有信州松本機場的別稱。

## 航空公司與航點

### 現今航點：
| 航空公司                   | 目的地                  |
| -------------------------- | ----------------------- |
| 富士夢幻航空（JH）         | 札幌/新千歲、福岡、神戶 |
| 日本航空（JL） 由J-Air營運 | 季節性：大阪/伊丹       |

### 歷史航點：
仙台、大阪-關西、廣島、高松、松山、靜岡

## 附近交通
以下詳細資料，請到該項目和官方網站確認最新資料。

### 客運
- アルピコ交通（日语：アルピコ交通）（松本電鐵巴士（日语：松本電鉄バス））：松本巴士總站（日语：松本バスターミナル）－神林高速巴士站（日语：神林バスストップ）－松本機場－下今井－上今井
- 松本市西部地域社區巴士：I City 21（日语：アイシティ21）/波田車站－山形村役場－松本空港入口－山彥圓頂（日语：長野県松本平広域公園）－村井車站/ÆON TOWN松本村井（日语：イオンタウン松本村井）

### 其他
- 東日本旅客鐵道（JR東日本）篠ノ井線・廣丘站或村井站乘坐計程車約10分鐘。

## 外部連結
- 松本機場 （页面存档备份，存于）（日語）